# Klaus Wildenhahn
Klaus Wildenhahn, né le 19 juin 1930 à Bonn (Allemagne) et mort le 9 août 2018 à Hambourg (Allemagne),, est un réalisateur de documentaires allemand. Avec son travail et son enseignement, il est considéré comme l'un des réalisateurs de films documentaires allemands les plus influents du vingtième siècle.

## Biographie
Après avoir étudié la sociologie, le journalisme et les sciences politiques à l'Université libre de Berlin, Klaus Wildenhahn reçoit une bourse  d'échange pour l'université Colgate à Hamilton, aux États-Unis.
Il épouse une Japonaise avec laquelle il a deux enfants. Une rencontre avec le réalisateur de documentaires britannique Richard Leacock l'inspire à travailler comme réalisateur de documentaires en utilisant la méthode Direct Cinema.
De 1960 à 1964, il travaille comme réalisateur pour le magazine de télévision politique Panorama, développé par Rüdiger Proske.

## Filmographie
| - 1965 : Bayreuther Proben, 69 et 31 min. - 1965 : Eine Woche Avantgarde für Sizilien, 43 min. - 1965 et 1966 : Smith, James O. – Organist, USA, 2 parties - 1966 : John Cage, 58 min. - 1967 : 498, Third Avenue, 83 min. - 1967 : In der Fremde, 81 et 60 min. - 1967/1968 : Heiligabend auf St. Pauli (de), 50 min. - 1968 : Harlem Theater, 110 min. - 1968/1969 : Der Reifenschneider und seine Frau, 67 min. - 1969 : Wochenschau II, 27 min. (avec der Gruppe Wochenschau) - 1969 : Institutssommer, 92 min. - 1969/1970 : Wochenschau III, 60 min. (avec der Gruppe Wochenschau) - 1970/71 : Ein Film für West-Berliner Zeitungsleser und Journalisten – Der Tagesspiegel, 2 parties (La deuxième partie n'a pas été diffusée et détruite en raison de l'objection de l'éditeur) - 1971 : Der Hamburger Aufstand Oktober 1923, 3 parties (avec Gisela Tuchtenhagen (de) et Rainer Etz) - 1971/72 : Harburg bis Ostern, 78 min. - 1973/74 : Die Liebe zum Land, en 2 parties (co-auteure Gisela Tuchtenhagen (de)) - 1974 : 5 Bemerkungen zum Dokumentarfilm, 63 min. (co-auteur, régie : Gisela Tuchtenhagen) - 1974/75 : Der Mann mit der roten Nelke, 62 min. (co-auteure Gisela Tuchtenhagen) - 1975/76 : Emden geht nach USA, 4 parties (co-auteure Gisela Tuchtenhagen) | - 1975/76 : Im Norden das Meer (…) Annäherungen an eine norddeutsche Provinz, 66 min. - 1978/1999 : Tor 2, 32 min. - 1980 : Der Nachwelt eine Botschaft – ein Arbeiterdichter, 55 min. et 108 min. - 1981 : Bandoneon, 2 parties - 1982 : Was tun Pina Bausch und ihre Tänzer in Wuppertal?, 120 min. - 1983/84 : Ein Film für Bossack und Leacock, 113 min. - 1984/85 : Yorkshire, 2 parties (documentation de la grève des mineurs britanniques de 1984 à 1985 au Yorkshire) - 1986 : Berlin, DDR & ein Schriftsteller April-Mai ’86, 99 min. (portrait de l'écrivain Christoph Hein) - 1986 : Pina Bausch: »Walzer«, 41 minutes, à partir d'extraits - 1987 : Stillegung, 86 min. - 1988/89 : Rheinhausen, Herbst ’88, 86 min. (après la fermeture de l'usine sidérurgique de Rheinhausen) - 1988/89 : Mister Evans geht durch Hamburg, 44 min. - 1989 : Barmbek : Der Aufstand wird gebrochen, 43 min. - 1989 : Reise nach Ostende, 117 min. - 1990 : Der König geht, 105 min. - 1991 : Noch einmal HH 4, Reeperbahn nebenan, 90 min. - 1991 : Reeperbahn nebenan (17 courts métrages) - 1992 : Freier Fall: Johanna K., 92 min. - 1993 : Reiseführer durch 23 Tage im Mai, 120 min. - 1994 : Die dritte Brücke ein Film aus Mostar Spätsommer ’94, 80 min. - 1995 : Reise nach Mostar, 98 min. - 2000 : Ein kleiner Film für Bonn, 116 min. |

## Rétrospectives
- 1989 : Académie des arts (Berlin-Ouest)
- 1989 : 3sat
- 1990 : Festival international du film documentaire et d'animation de Leipzig
- 1990 : station de télévision Eins Plus
- 2011 : DOK.fest Munich
- 2011 : NodoDocFest (Trieste)
- 2011 : États généraux du film documentaire (Lussas)

## Récompenses
- 1978 : Prix Adolf-Grimme avec Gold pour la première partie du documentaire Emden va aux États-Unis (avec Gisela Tuchtenhagen)
- 1993 : Membre de l'Akademie der Künste Berlin
- 2011 : Prix pour l'œuvre complète au Mille Occhi Filmfest 2011 Trieste[6]